# バスク・シェパード
バスク・シェパード（英：Basque Shepherd）は、スペインとフランスにまたがるバスク地方原産の牧羊犬種である。アメリカ原産のオーストラリアン・シェパードとは何らかのつながりがあるといわれている。愛称はバスクィー（英：Basquir）。

## 歴史
バスク地方に古くから根付いていたカタロニアン・シープドッグがベースになっている。バスク地方がスペインとフランスに支配されるようになると、他地域から多くの牧羊犬種が入り、カタロニアン・シープドッグと自然交雑してバスク・シェパードが生まれた。ちなみに、交雑した犬種や生い立ちがほぼ同じであるため、オーストラリアン・シェパードと容姿が似ていて親せき種として扱われている。主に牧羊犬として使われ、羊の群れを移動させるのに使われていた。このほか副業として番犬を務めたり、ペットとして飼われる事もあった。
本種が他地域に知られるようになったのは19世紀ごろである。このころ親せき種であるオーストラリアン・シェパードが一時的な流行によってボブテイルすなわち短尾になるように改造され、健康的な被害が出始めていた。これを不服とし、長い尾を残しておくことがいかに大事なことであるかを証明するなどの目的でアメリカに輸出され、ブリーディングが行われるようになった。このことが関係したかは不明であるが、本種が人気を出し始めるとオーストラリアン・シェパードのボブテール化は禁止され、犬質を回復してバスク・シェパードの人気を奪還した。
現在はかつてのような大きな人気はないが、バスク地方とアメリカではやや人気があり、時々ペットとして飼育されている。FCIにはまだ公認されていない。

## 特徴
親せき種のオーストラリアン・シェパードによく似た姿をしているが、本種のほうが細身である。上がった口角、丸い目を持ち耳は垂れ耳、尾は長くふさふさした垂れ尾。この尾は走る時に舵取りの役目を果たす。脚は長く、体は引き締まっている。コートは柔らかいロングコートで、毛色は単色か、それにホワイトのパッチがあるもの、ブルー・マールのもの、ホワイトを地とした複雑なダップルなどがある。中型犬サイズで、性格は穏やかで温厚である。他の犬や子供と遊ぶことも大好きで、しつけの飲み込みと状況判断力が優れている。身体能力も高く、ドッグスポーツにも最適である。運動量はかなり多い。